# 김형식 (조선민주주의인민공화국의 정치인)
김형식(金亨植, ? ~ )은 조선민주주의인민공화국의 정치인이다. 당 중앙위원회 위원 겸 최고인민회의 제12기 대의원이다.

## 경력
2000년 신창탄광 지배인을 거쳐 2005년 1월 전기석탄공업성 제1부상에 임명되었다. 2005년 5월 전기석탄공업성 부상을 지내고 2007년 1월 석탄공업상에 올라, 2011년 10월까지 재임했다. 2010년 9월, 조선로동당 중앙위원회 위원에 선임되었다.

## 최고인민회의 대의원
2009년 4월 최고인민회의 제12기 대의원에 선출되었다.

## 기타
2010년 조명록, 2011년 김정일 사망 당시에 국가장의위원회 위원을 맡았다.